# Songs for Genpo
Songs for Genpo – pierwszy album zespołu Trupy, założonego przez Ryszarda Tymona Tymańskiego z 1996.

## Spis utworów
1. "I Had This Dream Last Night"
2. "Lies"
3. "Dragi to syf"
4. "No One To Complain To"
5. "Każde zwierzę koi dotyk"
6. "Sunday"
7. "The Enemy"
8. "In Love"
9. "Ten sam smak"
10. "I Want You (She's So Heavy)"
11. "I Think It's O.K."
12. "Kurwa, o co chodzi?!..."
13. "Long For Her"
14. "This Is The Head"
15. "Maha Prajna Paramita Heart Sutra"

Teksty i muzyka – Ryszard Tymon Tymański, oprócz:
- 7. Wanat/Cieślewicz/Tymański
- 10. Lennon/McCartney
- 15. Gautama/Tymański

## Twórcy
- Marta Handschke – głos
- Mikołaj Trzaska – as, ss, bs, bcl
- Ryszard Tymon Tymański – głos, gitara, lider
- Tomasz "Święty" Hesse – gitara basowa
- Jacek Olter – perkusja